# Schloss Petterweil

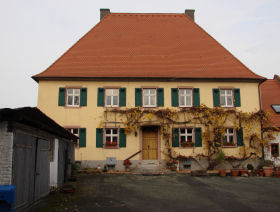
Der kleine Schlossbau des ehemaligen Adelssitzes und heutigen Wirtschaftshofes

Das ehemalige Schloss Petterweil ist das schlossgleiche Herrenhaus eines heute dreiseitig umbauten Wirtschaftshofes am nördlichen Rand des Karbener Ortsteils Petterweil im hessischen Wetteraukreis.

## Lage
Die Anlage steht als Nachfolgerin einer Wasserburg gespeist von den Gräben des Heitzhoferbaches am nördlichen Dorfrand von Petterweil in der Wetterau-Ebene vor dem Taunus.

## Geschichte
Der vermutlich auf römischen Resten erbaute Ort Petterweil wurde 801 erstmals urkundlich als Petterenheim erwähnt und gehörte dem Kloster Fulda.
Das Geschlecht der Falkensteiner erwarb 1390 das Dorf vom Kloster Fulda. Knappe nimmt an, dass zu dieser Zeit schon eine Burg des Klosters bestand. Die Falkensteiner erneuerten diese um 1402 oder bauten sie aus und besetzten die Burg mit Burgmannen. 1404 wird Edelknecht Winther Zipper als Burgmann beurkundet. Ziel war wohl eine Kontrolle der alten Handelsstraße nach Frankfurt am Main – der „Alten Heerstraße“, denn schon 1394 gewährten die Falkensteiner den Frankfurtern gegen Zahlung das Öffnungsrecht zur Burg.
Nach dem Aussterben der Falkensteiner 1418 und nachfolgender Besitzteilung wurde mehrfach zwischen einer Burg und einem Schloss unterschieden, das heißt, sie bestanden zu dieser Zeit nebeneinanderher. Die Burg wurde Besitz der Grafen von Sayn, die später an die Kronberger verpachteten und 1458 an diese verkauften. 1461 wurde der Burgteil an Solms weiterveräußert. Alle drei Geschlechter besetzten die Burg nur mit Amtsleuten. 1818 verkaufte Solms-Rödelheim ihren Anteil an Hessen-Homburg.
Das Schloss war in Händen des Hauses Isenburg, ab 1682 durch Verwalter der Landgrafschaft Hessen-Darmstadt bewohnt.
Im Dreißigjährigen Krieg zerstört, wurde ab 1650 die Bausubstanz aus Resten der Burg als ein dreiseitiger Gutshof neu errichtet. 
1806 fiel Pettersweil komplett an Hessen-Darmstadt.
1841 erwarb die Gemeinde das Burgareal und verkaufte es weiter. Es ist bis heute in Privatbesitz.

## Beschreibung
Mehrfach umgebaut, geht das eigentliche Herrenhaus heute auf Umbauten im 19. Jahrhundert zurück. Es ist ein zweigeschossiger kompakter, rechteckiger und in der Längsseite fünfachsiger Baukörper mit zwei Geschossen und weist ein steiles Walmdach auf. Die zugehörigen Wirtschaftsgebäude werden ins 18. Jahrhundert geschätzt. Es wird vermutet, dass in der Scheune ältere Bauteile der Wasserburg noch integriert sind. Trotz vieler Umbauten wird das hessische Kulturdenkmal als im Kern spätmittelalterlicher Adelssitz gesehen, der zu früheren Zeiten in die Ortsbefestigung einbezogen war und von siedlungs- und ortsgeschichtlicher Bedeutung ist.